# Kameraden, deutsch-jüdischer Wanderbund
Die Kameraden, deutsch-jüdischer Wanderbund waren ein Jugendbund innerhalb der jüdischen Jugendbewegung in Deutschland. Der 1916 gegründete Jugendbund spaltete sich 1932 in drei Nachfolgeorganisationen auf; zu diesem Zeitpunkt hatte er etwa 1600 Mitglieder.

## Geschichte
Der erste deutsch-jüdische Wanderverein mit dem Namen „Kameraden“ entstand 1916 in Breslau; ihm folgten weitere Ortsvereine, die sich 1919 zu einem Reichsverband zusammenschlossen. Anders als der 1912 gegründete jüdische Wanderbund Blau-Weiß waren die Kameraden nicht national-jüdisch oder zionistisch ausgerichtet, sie orientierten sich am assimilierten jüdischen Bürgertum. Bundesziel war „die Erziehung einer seelisch und körperlich gesunden Jugend, die sich bewußt als Glied der deutschen Volksgemeinschaft und der jüdischen Religionsgemeinschaft fühlt.“ Religiös nahm der Bund eine neutrale Position zu den unterschiedlichen Strömungen innerhalb des Judentums ein.
Innerhalb des Bundes entwickelten sich unterschiedliche politische und regionale Strömungen, die prominentesten unter ihnen war der Schwarze Haufen um Hans Litten und Max Fürst, der sich um die Mitte der 1920er Jahre aus dem Ostpreußen umfassenden Nordostgau der Kameraden entwickelte und sich seinen Namen Florian Geyers Odenwälder Bauernheer Schwarzer Haufen entlehnt hatte. Der Schwarze Haufen gab sich antiautoritär und trat für die soziale Revolution ein, seine etwa 150 Angehörigen provozierten mit einem libertären Lebensstil. Teile des Schwarzen Haufens lebten in gemischtgeschlechtlichen Wohngemeinschaften zusammen, die sich vegetarisch ernährten und auf Alkohol und Nikotin verzichteten. Pfingsten 1927 wurde der Schwarze Haufen aus dem Bund ausgeschlossen, er bestand noch ein Jahr selbständig weiter. Viele seiner Mitglieder schlossen sich danach sozialistischen und kommunistischen Organisationen an und waren im Widerstand gegen den Nationalsozialismus aktiv. Gegenpol zum Schwarzen Haufen war der „Ring“ mit dem Schwerpunkt im Westen Deutschlands, der patriotisch-deutsch orientiert war und eine gesellschaftliche Wirksamkeit des Jugendbundes verneinte.
Mit dem Ausschluss des Schwarzen Haufens waren die Richtungskonflikte innerhalb der Kameraden nicht beseitigt, weiterhin existierten ein sozialistischer und ein patriotisch-deutscher Flügel. Zusätzlich entstand ab 1928 mit dem „Kreis“ um Hermann Gerson eine gemäßigt sozialistische, religiöse Strömung innerhalb des Bundes, die sich an Martin Buber orientierte, gleichzeitig aber auch stark von Stefan George beeinflusst wurde, wie viele andere Gruppen der bündischen Jugend. Die Spannung zwischen diesen Gruppen führten 1932 zum Auseinanderbrechen des Bundes:
- Der sozialistische Flügel bildete mit 100 bis 200 Mitgliedern die Freie Deutsch-Jüdische Jugend.
- Die etwa 400 Mitglieder des patriotisch-deutschen Flügels schlossen sich im männerbündischen Schwarzen Fähnlein zusammen.
  - Von diesem wiederum spalte sich 1934 unter der Führung von Paul Yogi Mayer[2] die Gruppe  Blaue Schar ab.
- Die restlichen etwa 1000 Mitglieder bildeten den neuen Bund Werkleute (Bund jüdische Jugend) um Gerson.

## Bekannte Mitglieder
- Rudi Arndt (Schwarzer Haufen)
- Peter Blachstein (Der Kreis; Werkleute)
- Friedrich W. Buri
- Max Fürst (Schwarzer Haufen)
- Erich Gans (Schwarzer Haufen)
- Hermann Gerson (Der Kreis; Werkleute)
- Samuel (Sammy) Glesel (Schwarzer Haufen)
- Kurt Goldstein
- Ludwig Guttmann
- Robert Jungk
- Lotte Kaliski
- Fritz Lamm
- Hans Litten (Schwarzer Haufen)
- Heinz Putzrath
- Heinz Rosen (Schwarzer Haufen)
- Ilse Seglow (Schwarzer Haufen)
- Leni Yahil (Werkleute)
- Ernest M. Wolf